# Hermann Friedrich Stannius
Hermann Friedrich Stannius (Hamburg, 15 maart 1808 - Sachsenberg nabij Schwerin, 15 januari 1883) was een Duits anatoom, fysioloog en entomoloog. 
Stannius was de zoon van Johann Wilhelm Julius Stannius (1777–1813) en Johanna Flügge (1782–1862). Zijn vader was koopman.
Hij begon zijn studie geneeskunde aan het Akademisches Gymnasium in 1825. Als aanvulling hierop, studeerde hij in Berlijn en vervolgens in Breslau, waar hij promoveerde in de anatomie.
In 1837 werd Stannius voltijds hoogleraar vergelijkende anatomie, fysiologie en algemene pathologie aan de Universiteit van Rostock. Hoewel hij in slechte gezondheid verkeerde sinds 1843, werd hij benoemd tot rector van de universiteit in 1850. Zijn gezondheidstoestand verslechterde en ging gepaard met psychische stoornissen. In 1862, moet hij stoppen met werken en bracht hij de laatste twintig jaar van zijn leven door, in een psychiatrisch ziekenhuis in Sachsenberg.  
Hij werkte ook aan de hersenen en het zenuwstelsel van de steur en dolfijnen (1846 en 1849). Hij is de naamgever en ontdekker van de lichaampjes van Stannius, zak-achtige organen in de nieren, alleen te vinden in beenvissen. Verder doet hij  farmacologisch onderzoek naar de effecten van strychnine (1837) en digitalis (1851). In de entomologie was hij gespecialiseerd in de insecten orde van de tweevleugeligen (Diptera), en in het bijzonder de familie van de slankpootvliegen (Dolichopodidae).

## Taxa
Een aantal diptera die voor het eerst wetenschappelijk werden beschreven door Stannius zijn: 
- Brevicornu crassicornis, een muggensoort uit de familie van de paddenstoelmuggen (Mycetophilidae)
- Zygomyia notata, een muggensoort uit de familie van de paddenstoelmuggen (Mycetophilidae)
- Tachytrechus notatus, een vliegensoort uit de familie van de slankpootvliegen (Dolichopodidae)
- Hercostomus gracilis, een vliegensoort uit de familie van de slankpootvliegen (Dolichopodidae)

In zijn eer zijn er ook dieren naar hem vernoemd:
- Valdivianemertes stannii, een soort in de taxonomische indeling van de snoerwormen (Nemertea)

## Werken
Entomologie:
- De speciebus nonnullis Mycethophila vel novis vel minus cognitis Bratislava, 1831.
- Die europischen Arten der Zweyfluglergattung Dolichopus. Isis Oken 1831.
- Beiträge zur Entomologie, besondere in Bezug auf Schlesien, met Schummel. Breslau, 1832.
- Über den Einfluss der Nerven auf den Blutumlauf. Froriep’s Notizen aus dem Gebiete der Natur- und Heilkunde, 1833.
- Ueber einige Missbildungen an Insekten. Müller’s, Berlin, 1835.

Medisch en fysiologie:
- Allgemeine Pathologie. Berlin, 1837.
- Ueber die Einwirkung des Strychnins auf das Nervensystem., Berlin, 1837
- Ueber Nebennieren bei Knorpelfischen., Berlin, 1839
- Ueber krankhafte Verschliessung grösserer Venenstämme. Berlin, 1839.
- Ueber Lymphhezen der Vögel., Berlin, 1843.
- Ueber den Bau des Delphingehirns. Rostock, 1845.
- Abhandlungen aus dem Gebiet der Naturwissenschaften, Hamburg, 1846.
- Bemerkungen über das Verhältniss der Ganoiden zu den Clupeiden. Rostock, 1846.
- Beiträge zur Kenntniss der amerikanischen Manati’s. Rostock, 1846.
- Lehrbuch der vergleichenden Anatomie der Wirbeltiere.2 delen, Berlin, 1852. eerste deel door Carl Theodor Ernst von Siebold
- Untersuchungen ueber Muskelreizbarkeit., Berlin, 1847.
- Versuch über die Function der Zungennerven., Berlin, 1848.
- Beiträge zur Geschichte des Enchondroms., Berlin, 1848.
- Das peripherische Nervensystem der Fische, anatomisch und physiologisch untersucht. Rostock, 1849.
- Ueber eine der Thymus entsprechende Drüse bei Knochenfischen., Berlin, 1850.
- Ueber Theilung der Primitivröhren in den Stämmen, Aesten und Zweigen der Nerven., Stuttgart, 1850.
- Versuche über die Ausscheidung der Nieren., Stuttgart, 1850.
- Ueber die Wirkung der Digitalis und des Digitalin, Stuttgart, 1851.
- Zwei Reihen physiologischer Versuche., Berlin, 1852 (gedeeltelijke vertaling van John Farquhar Fulton's (1899-1960) Selected Readings in the History of Physiology, 1966
- Untersuchungen über Leistungsfähigkeit der Muskeln und Todesstarre, Stuttgart, 1852
- Beobachtungen über Verjüngungsvorgänge im thierischen Organismus. Rostock, 1853.

- Biblioteca Nacional de España: XX1634940
- CiNii: DA16130581
- Gemeinsame Normdatei: 117212253
- International Standard Name Identifier: 0000 0000 8385 3711
- Library of Congress Control Number: no2007111128
- Nationale Bibliotheek van Tsjechië: nlk20000090148
- Nationale Bibliotheek van Israël: 987007389486505171
- Nederlandse Thesaurus van Auteursnamen: 23844368X
- Système universitaire de documentation: 142455547
- Trove: 1089267
- Virtual International Authority File: 57386394
- WorldCat: E39PBJrRgtVJRQP43R4F7jMdcP